# Idiacanthus fasciola
Idiacanthus fasciola – gatunek głębinowej ryby z rodziny wężorowatych (Stomiidae). Występuje w oceanicznych wodach strefy umiarkowanej i gorącej.